# Galireservoaren
Galireservoaren (georgiska: გალის წყალსაცავი, Galis tsqalsatsavi) är ett vattenmagasin i Galidistriktet i den autonoma republiken Abchazien i Georgien. Den skapades i samband med anläggandet av ett vattenkraftverk i floden Eristsqali.
Reservoaren ligger 100 meter över havet. Den sträcker sig 5,3 kilometer i nord-sydlig riktning, och 6,3 kilometer i öst-västlig riktning och har en yta på 7,3 kvadratkilometer. I omgivningarna runt Galireservoaren växer i huvudsak blandskog.